# ريريوتابا
ريريوتابا بلدية في ولاية سيارا في المنطقة الشمالية الشرقية من البرازيل.